# 星流さりあ
星流 さりあ（せいら さりあ、1998年9月20日 - ）は日本のタレント、ラジオパーソナリティ。元アイドルで仮面女子、イースターガールズのメンバーであった。大阪府藤井寺市出身。2023年1月までアリスプロジェクト所属。

## 略歴
- 2017年3月28日　大阪から上京[2]
- 2017年11月　アリスプロジェクト入所、AJとして活動開始。
- 2018年02月10日　1部公演にて仮面女子研究生ユニット・スライムガールズとしてデビュー[3]。当時の担当カラーは赤色[4]。ただし、当日は8Fのグレースバリでの公演であったため、7Fの仮面女子CAFEでのデビューは翌11日。同日デビューが橋本友梨英と大鈴はるみ[5]。
- 2018年03月06日　2部公演にて仮面女子候補生・ぱー研!への昇格が発表された[6]。後日、担当カラーもオレンジへ変わることが発表[7]。
- 2018年04月01日　1部公演にてスライムガールズを卒業、同日2部公演で仮面女子候補生・ぱー研!へ昇格[8]。
- 2018年04月02日　全国コミュニティFM局で放送されるバラエティ『仮面女子 雪乃しほりのワクワクサワー』の放送開始に伴い、サブパーソナリティとしてメディアデビュー[9]。
- 2018年04月10日　立川市の立川駅南口にある複合商業施設・アレアレアにある『ラーメンスクエア』（アレアレア2・3F）で活動するユニット・アレアガールズとしての活動も開始[10]。
- 2018年06月19日　現在の髪型であるショートカットに[11][12]。
- 2018年11月　仮面女子候補生リーダーに就任[13]。
- 2019年04月07日　前任の陽向こはる[14]を引き継ぎ、『地域密着!た・ま・て・ば・こ』（多摩テレビ/チャンネル700）に出演開始。
- 2019年10月03日 - 11月04日　東京都内で行われる『大つけ麺博』を盛り上げるために結成されるイメージユニット・トッピング☆ガールズの7期目にあたるトッピング☆ガールズ IRDK（いるだけ）のメンバーとしても活動[15]
- 2020年01月25日　2部公演後の組閣発表にて瀬名深月とともにアーマーガールズならびに仮面女子正規メンバーへの昇格が発表された。このことについて「これがスタートライン。」と意気込みを語った[16]。
- 2020年02月13日　1部公演にて仮面女子候補生、ならびにぱー研!を卒業、同日2部公演でアーマーガールズへ昇格[17]。後日行われる「仮面の儀」を経て正式に仮面女子へ昇格となる。
- 2020年6月28日　YouTube番組「プリンセス帝王学」第8代プリンセス（メインパーソナリティ）への就任が発表され[18]、7月21日に初回が配信された。番組企画の写真集が毎月発売される。
- 2021年12月29日　当日の公演と同日更新のブログでアーマーガールズを卒業し、大阪を本拠とするイースターガールズへの移籍を公表した。このことについて、「2年前に身内の不幸があったこと」「地元大阪で長く愛されるタレントになりたい」「藤井寺市を盛り上げる観光大使になる」とう夢がさらに芽生えたことを上げている[1]。なお、大阪から東京への移籍組としては美音咲月（現スチームガールズ）や上下碧（元アーマーガールズ）がいるが、東京から大阪への移籍は初。
- 2022年03月01日　同日のアーマーガールズ卒業式をもって東京でのメインの活動を終了。この公演の中で「武道館公演を行いたい」とコメント。その中で「仲間意識も大切だけど、（初期のころのような）ライバル意識を持って活動していったら、もっともっと上を目指せるんじゃないかな」ともコメントした[19]。
- 2022年03月02日　YouTube Live配信企画「仮面女子のトピガIRDKメンバーで吞みます！」の中でイースターガールズ移籍後の担当カラーを「ヒョウ柄ピンク」にすることを発表した。曰く、単に「濃いピンク」でもよいのだが、ヒョウ柄にすることでより推しであることが明確にわかることと、既に橙色は瀬口こころの担当カラーであること、やはり暖色系であり、かつ自身の好きな色であることから[20]。
- 2022年03月21日　仮面女子シアターにて『星流さりあイスガ加入DAY&NIGHT』を開催し、正式にイースターガールズに加入[21]。
- 2022年10月11日　アリスプロジェクトの大型企画始動に伴いイースターガールズは2023年1月15日の生誕祭をもって無期限の活動休止となることが発表された。それにともない事務所を退所し、タレントとして芸能活動を継続することを発表した。
- 2024年8月14日　Ｘ（旧ツイッター）にて、2024年9月30日に芸能生活を引退することを公表。

## 人物
（参考：さりあについて）
- 好きな食べ物：納豆と牛乳
- 嫌いな食べ物：きのこ
- 好きなもの：女性アイドル
- 嫌いなもの：ジェットコースターと炭酸

小学生からアニメにはまり、中学生に上がりAKB48にもはまるようになり、その後は地元の大阪を拠点とするNMB48の木下百花（現：百花）推しとなり2017年9月に木下が卒業するまで推しであったという。それと同時にラジオパーソナリティや声優などに夢が定まっていく中で、アイドルになる夢も芽生えていったという。
仮面女子を知ったきっかけが2013年から2015年に仮面女子、ならびにアーマーガールズに所属し、現在グラビアアイドルや女優として活動する天木じゅん。のちに天木と同じアーマーガールズに所属することとなり、自ら志望する形で衣装を引き継いだ。
2022年2月28日に更新された猪狩ともかのYouTubeチャネル企画「ドライブスルージャーニー」に参加した際、曰く基準として『推し』と『好き』にラインがあり、ボーイッシュ系のメンバーは『推し』に分類され、王道アイドルメンバーは『好き』に分類されるらしい。例として木下百花は『推し』であり、猪狩が例に出した渡辺麻友は『好き』にあたる。共通点としては「自分の軸がしっかり見えている人」だという。仮面女子メンバーではのちに同じグループで活動することとなる月野もあが『好き』だったという。
コール：紅蓮の流星　さりあ　（ぐれんのりゅうせい　さりあ）

## 出演

### ラジオ
- 仮面女子 雪乃しほりのワクワクサワー（サブパーソナリティ。エフエムたじまほかコミュニティFM）　2018年04月02日 - 2020年03月30日

### テレビ
- 地域密着!た・ま・て・ば・こ（多摩テレビ/チャンネル700）　2019年4月7日 - 2019年12月31日
- アオハルTV（フジテレビ系列）　2019年07月14日
- ちぃたん☆が行くホントの日本（千葉テレビ放送）　2019年09月03日、10月27日
- 有吉ジャポン『第296回・仮面女子候補生の昇格テストに密着!』（TBSテレビ系列）　2019年11月01日[27]

### ネット配信
- アリスはここから!（WALLOP）
- プリンセス帝王学（ルートデザイン、2020年7月21日 - 2021年6月）株式会社ルートデザイン

### 雑誌
- DEEP MAGAZINE 2018年9月号、2019年9月号
- 振袖日和 2020年度版
- 月刊オートバイ付録雑誌RIDE「星流さりあがペインターになるってよ」「RIDE on IDOL」 2020年5月号 -
- モトモト（不定期）